# Noors Zendingsgenootschap

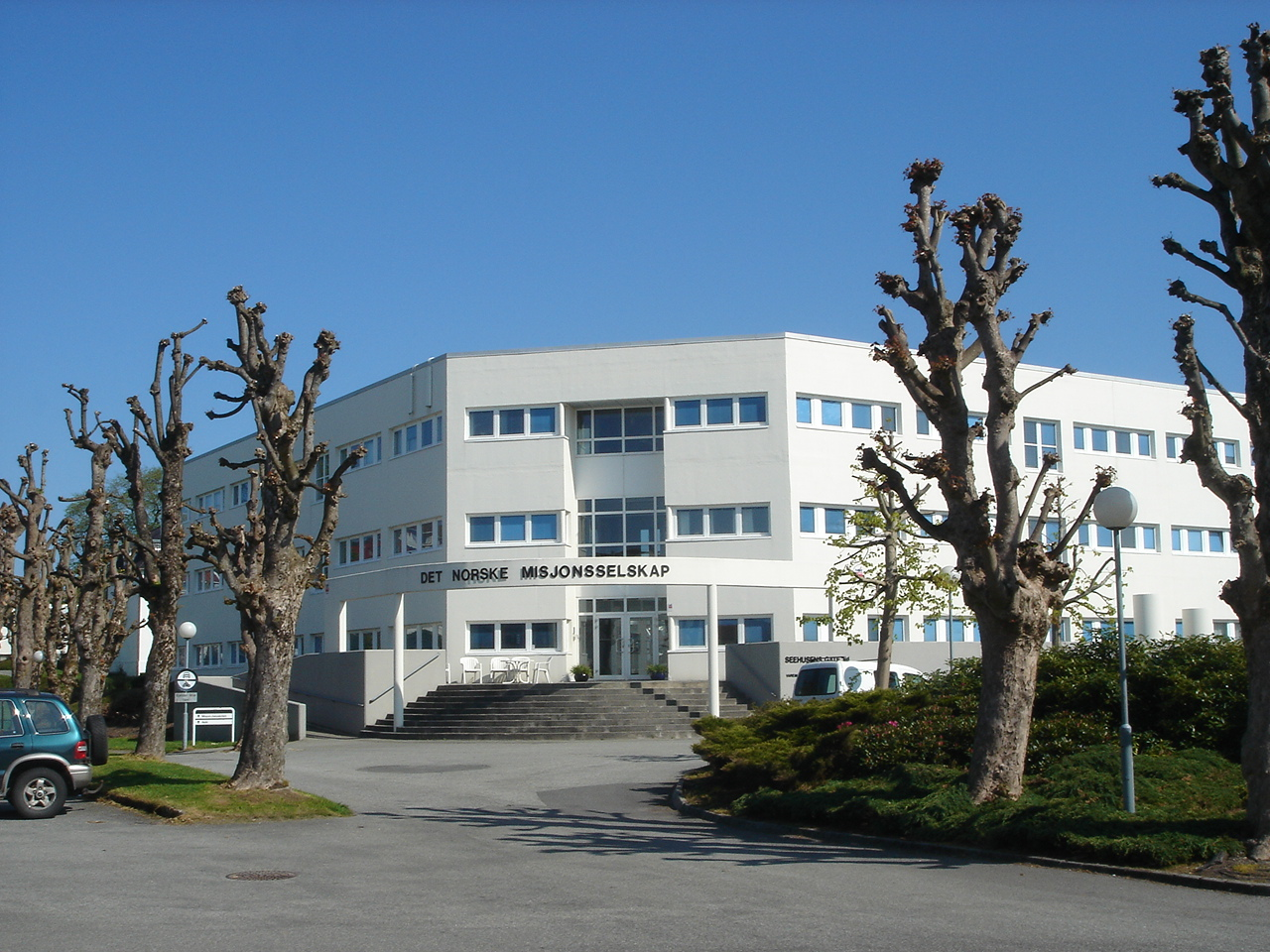
Het hoofdkantoor in Stavanger

Het Noors Zendingsgenootschap (Noors: Det Norske Misjonsselskap, NMS) is een Noors zendingsgenootschap.

## Geschiedenis
Het zendingsgenootschap werd gestart door ongeveer 180 mensen in de stad Stavanger, Noorwegen in augustus 1842. Het doel was het verspreiden van het christendom naar andere mensen, voornamelijk in Afrika. Hans Paludan Smith Schreuder werd de eerste missionaris, die vertrok naar Zoeloeland in 1843.

## Huidige inrichting
NMS heeft momenteel missionarissen in 13 landen en regio's: Estland, Frankrijk, Kroatië, Kameroen, Mali, Ethiopië, Zuid-Afrika, Madagaskar, Brazilië, Pakistan, China, Thailand en Japan. Het genootschap werkt, via satelliettelevisie, ook in het Midden-Oosten.
De bestuursvoorzitter is Kari Skår Sørheim. Deze won het van Kjell Erfjord bij een stemming in 2008 en werd herverkozen in 2011. Jeffrey Huseby is de secretaris-generaal sinds 2011.